# لینکلن مارک هشت
لینکولن مارک هفت (Lincoln Mark VIII) خودرویی است که در سال‌های ۱۹۹۳ تا ۱۹۹۸در ایالات متحده آمریکا تولید شده‌است. طراحی آن خودروهای موتور جلو-محور عقب بوده است. سیستم جعبه‌دندهٔ آن ۴ دنده به صورت خودکار است.